# Jimmy Cobb
Jimmy Cobb, właśc. Wilbur James Cobb (ur. 20 stycznia 1929 w Waszyngtonie, zm. 24 maja 2020 w Nowym Jorku) – amerykański perkusista jazzowy.
W głównej mierze samouk, stał się cenionym sidemanem, który w okresie kilkudziesięcioletniej kariery współpracował z wieloma wybitnymi postaciami świata jazzu, takimi jak Cannonball Adderley, John Coltrane, Miles Davis, Wes Montgomery, Wayne Shorter oraz Sarah Vaughan, niejednokrotnie uczestnicząc w powstaniu historycznych nagrań, w tym Kind of Blue.
W uznaniu zasług został uhonorowany przez NEA nagrodą Jazz Master za rok 2009.

## Dyskografia
Opracowano na podstawie materiału źródłowego.
| - Only for the Pure of Heart (Lightyear, 1998) - Cobb’s Groove (Milestone, 2003) - Tribute to Wynton Kelly & Paul Chambers (Sound Hills, 2004) - Marsalis Music Honors Series: Jimmy Cobb (Marsalis Music/Rounder, 2006) - Cobb’s Corner (Chesky, 2006) - Jazz in the Key of Blue (Chesky, 2008) - Remembering Miles – Tribute to Miles Davis (Eighty-Eight’s, 2011) - The Original Mob (Smoke Sessions, 2014) Cannonball Adderley: - Sophisticated Swing (EmArcy, 1956) - Cannonball Enroute (EmArcy, 1957) - Cannonball’s Sharpshooters (EmArcy, 1958) - Jump for Joy (EmArcy, 1958) - Cannonball Adderley Quintet in Chicago (Mercury, 1959) - Cannonball Takes Charge (Riverside, 1959) Nat Adderley: - That’s Right! (Riverside, 1960) - On the Move (Theresa, 1983) - Blue Autumn (Theresa, 1983) Toshiko Akiyoshi: - Toshiko Mariano and her Big Band (Vee-Jay, 1964) Lorez Alexandria: - Alexandria the Great (Impulse!, 1964) - More of the Great Lorez Alexandria (Impulse!, 1964) Geri Allen: - Timeless Portraits and Dreams (Telarc, 2006) Dorothy Ashby: - Soft Winds (Jazzland, 1961) Walter Benton: - Out of This World (Jazzland, 1960) Walter Bishop, Jr.: - The Walter Bishop Jr. Trio/1965 (Prestige, 1965) John Coltrane: - Standard Coltrane (Prestige, 1958) - Stardust (Prestige, 1958) - Kenny Burrell and John Coltrane (Prestige, 1958) - Bahia (Prestige, 1958) - Giant Steps (w utworze "Naima") (Atlantic, 1959) - Coltrane Jazz (Atlantic, 1959) Miles Davis: - Porgy and Bess (Columbia, 1958) - 1958 Miles (Columbia, 1958) - Jazz at the Plaza (Columbia, 1958) - Kind of Blue (Columbia, 1959) - Sketches of Spain (Columbia, 1959−1960) - Someday My Prince Will Come (Columbia, 1961) - In Person Friday and Saturday Nights at the Blackhawk, Complete (Columbia, 1961) - Miles & Monk at Newport (Columbia, 1963) - Miles Davis at Newport 1955–1975: The Bootleg Series Vol. 4 (Columbia Legacy, 2015) Kenny Dorham: - Blue Spring (Riverside, 1959) Kenny Drew: - Lite Flite (SteepleChase, 1977) Curtis Fuller: - Soul Trombone (Impulse!, 1961) Ofer Ganor: - Miles Away (Independent, 2011) Benny Golson: - Pop + Jazz = Swing (Audio Fidelity, 1961) - Turning Point (Mercury, 1962) Paul Gonsalves: - Getting’ Together (Jazzland, 1960) | Joe Henderson: - Four (Verve, 1968) - Straight, No Chaser (Verve, 1968) John Hendricks: - Freddie Freeloader (Denon, 1990) Wynton Kelly: - Kelly Blue (Riverside, 1959) - Wynton Kelly! (Vee-Jay, 1961) - Someday My Prince Will Come (Vee-Jay, 1961) - Comin’ in the Back Door (Verve, 1963) - It’s All Right! (Verve, 1964) - Undiluted (Verve, 1965) - Blues on Purpose (Xanadu, 1965) - Full View (Riverside, 1967) - Last Trio Session (Delmark, 1968) Hubert Laws: - The Laws of Jazz (Atlantic, 1964) Johnny Lytle: - New and Groovy (Tuba, 1966) Pat Martino: - Desperado (Prestige, 1970) Wes Montgomery: - Full House (Riverside, 1962) - Boss Guitar (Riverside, 1963) - Guitar on the Go (Riverside, 1963) - The Alternative Wes Montgomery (Riverside, 1963) - Smokin’ at the Half Note (Verve, 1965) - Smokin’ Guitar (Verve, 1965) - Willow Weep for Me (Verve, 1969) Art Pepper: - Getting’ Together! (Contemporary, 1960) Sonny Red: - Out of the Blue (Blue Note, 1960) - The Mode (Jazzland (1961) - Images (Jazzland, 1961) Shirley Scott: - For Members Only (Impulse!, 1963) - On a Clear Day (Impulse!, 1966) Wayne Shorter: - Introducing Wayne Shorter (Vee-Jay, 1959) Don Sleet: - All Members (Jazzland, 1961) Teri Thornton: - Devil May Care (Riverside, 1961) Bobby Timmons: - This Here is Bobby Timmons (Riveside, 1960) - Easy Does It (Riverside, 1961) - From the Bottom (Riverside, 1964) - The Soul Man! (Prestige, 1966) - Got to Get It! (Milestone, 1967) Norris Turney: - Big, Sweet ‘n Blue (Mapleshade, 1993) Phil Upchurch: - Feeling Blue (Milestone, 1967) Sarah Vaughan: - Live in Japan (Mainstream, 1975) - Ronnie Scott’s Presents Sarah Vaughan Live (Pye, 1977) Cedar Walton: - Midnight Waltz (Venus, 2005) Charles Williams: - When Alto Was King (Mapleshade, 1997) |